# The Only One
The Only One je skladba německé skupiny Scooter z alba The Big Mash Up z roku 2011. Jako singl vyšla píseň v roce 2011.

## Seznam skladeb
1. The Only One (Radio Edit) - (3:32)
2. The Only One (Extened) - (5:15)
3. The Only Club - (5:02)